# Jules Dumont d'Urville
Jules Sébastien César Dumont d'Urville (Condé-sur-Noireau, Baixa Normandia, 23 de maig de 1790 - Meudon, 8 de maig de 1842) fou un explorador francès famós per les expedicions de l'Astrolabe a Austràlia, Nova Zelanda, l'Antàrtida i el Pacífic occidental.

## Mar Mediterrània

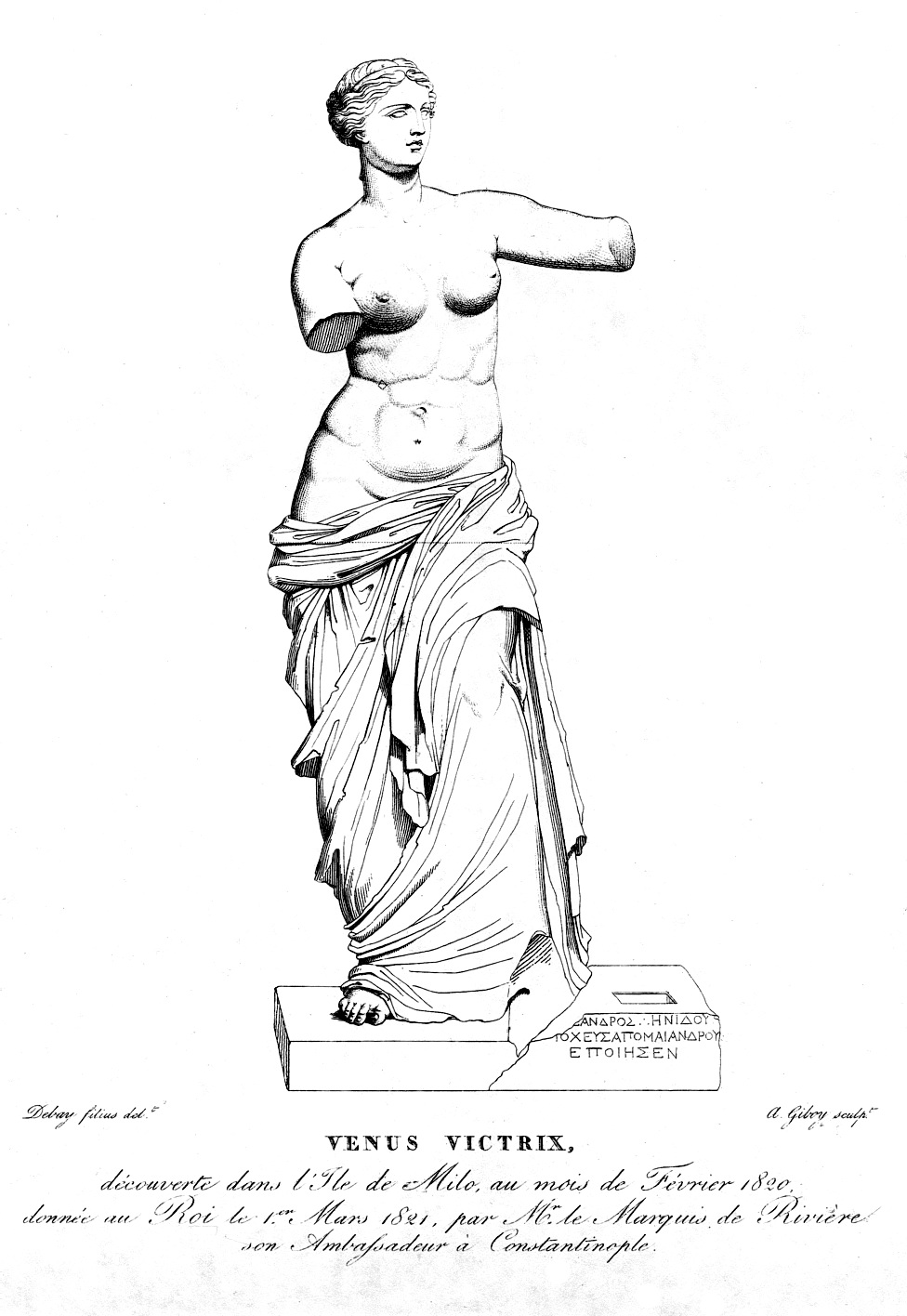
Dibuix de la Venus de Milo del 1821

Els seus primers viatges van tenir lloc al Mediterrani. El 1819 va participar en l'expedició científica del capità Gauthier-Duparc, amb la Chevrette, a la mar Negra i la mar Egea. A l'illa grega de Melos, una de les Cíclades, s'acabava de descobrir l'estàtua anomenada Venus de Milo. D'Urville es va adonar del seu valor i va aconseguir que l'ambaixador francès la comprés. Avui és al Museu del Louvre de París. D'Urville es va emportar el mèrit del seu descobriment i va ser condecorat com a cavaller de la Legió d'Honor.

## LaCoquille
Nomenat tinent de navili, va participar en l'expedició de circumnavegació de Louis Isidore Duperrey amb la Coquille, entre el 1822 i 1825. D'Urville va aconseguir una bona col·lecció d'animals i plantes i va publicar diverses memòries científiques.

## Primer viatge de l'Astrolabe
Ascendit a capità de fragata se li confia el comandament d'una nova expedició per explorar el Pacífic occidental. A punt de partir arriben les notícies de què s'han trobat les restes del desaparegut Jean-François de La Pérouse. En honor seu canvia el nom de la Coquille per Astrolabe. L'abril del 1826 parteix de Toló, equipat amb l'ajuda de Francesc Aragó.
Durant el seu viatge de 35 mesos va explorar i cartografiar Nova Bretanya, Nova Guinea, les illes Fiji, les illes Loyauté, el litoral de Nova Zelanda, les illes Tonga i les Moluques. A més, va explorar l'illa Vanikoro, lloc del probable naufragi de La Pérouse.
Va aconseguir una important col·lecció de botànica i d'objectes antropològics per als museus d'història natural i el museu marítim. A Nova Zelanda havia observat per primer cop el kiwi en el seu àmbit natural. Va publicar en 13 volums el Voyage de la corvette l'‘Astrolabe’, i va proposar a la Societat de Geografia la denominació de la Melanèsia, completant la subdivisió d'Oceania en la Polinèsia, Micronèsia i Malàisia.

### Ruta del viatge
- Toló, 25 d'abril de 1826.
- Algesires, 21 de maig.
- Tenerife, Cap Verd
- Nouvelle-Hollande (Austràlia), del 7 d'octubre al 19 de desembre.
- Nouvelle-Zelande (Nova Zelanda), gener a març del 1827.
- Îles des Amis (Tonga), 20 d'abril 
  - Tongatapu, Pangaimotu, Anamuka (Nomuka)
- Fiji, 24 de maig a 11 de juny
- Illes Loyauté
- Nova Irlanda, Nova Bretanya, Nova Guinea, Austràlia
- Illes Santa Cruz, del 10 de febrer al 17 de març del 1828.
  - Tikopia, Vanikoro
- Guam, del 2 de maig al 30 de juny.
- Marsella, 24 de febrer del 1829.

## Segon viatge de l'Astrolabe

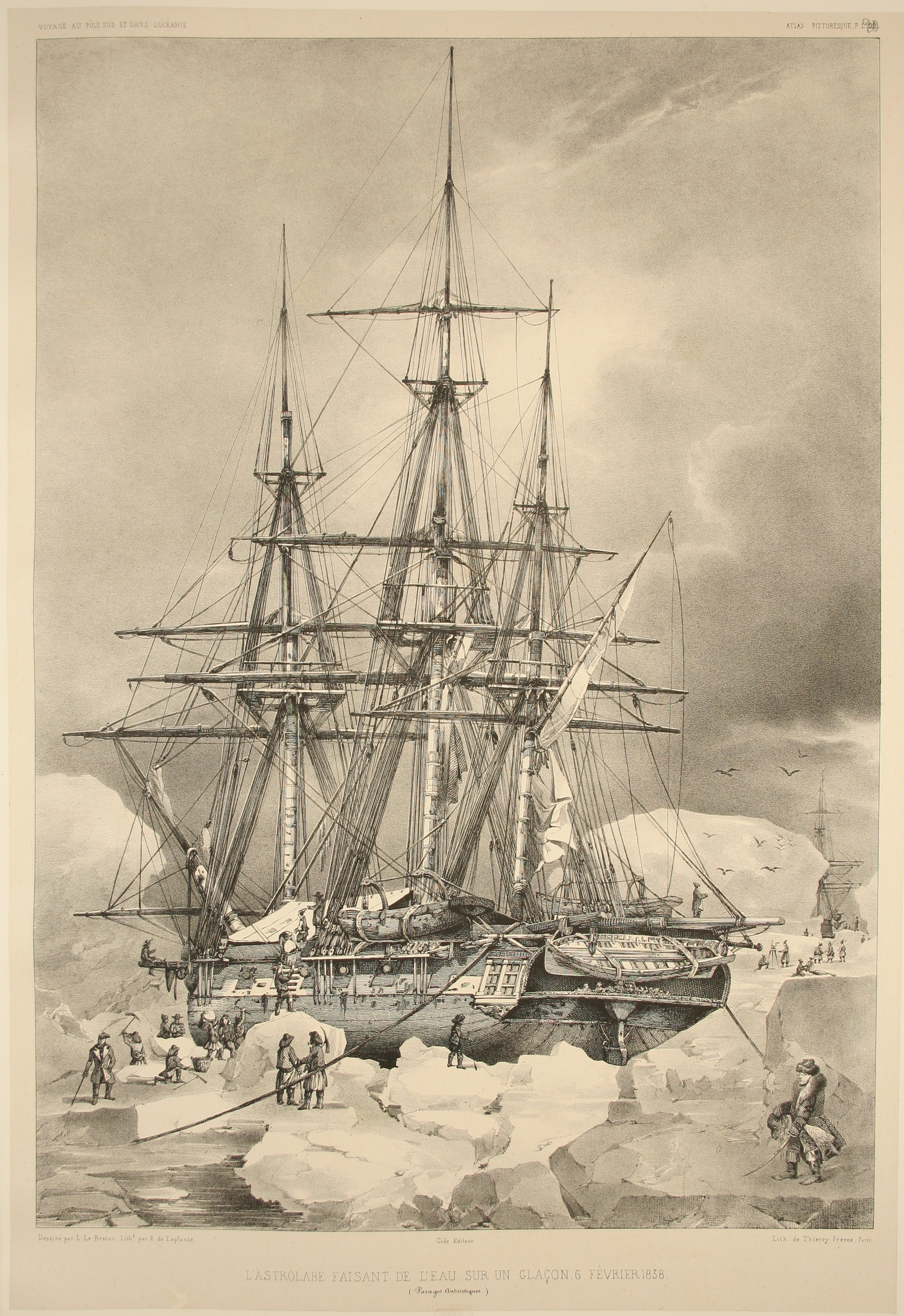
LAstrolabe encallat a l'Antàrtida, el 1838

Ascendit a capità de navili va caure en desgràcia i no va tornar a navegar durant sis anys. En aquesta època va publicar, a més del relat del viatge, el Voyage pittoresque autour du monde (1834-1835) amb un resum de tots els viatges d'exploració des de Magalhães.
El 1837, afectat de gota i quan ja estava pensant a passar a la reserva, li van encarregar el comandament de l'Astrolabe i la Zelée amb l'objectiu d'explorar l'Antàrtida.
Des de la Terra del Foc van explorar el mar de Weddell descobrint la Terra de Lluís Felip i la Terra de Joinville, fins que van quedar encallats al gel a les coordenades 62° 22′ S, 38° 41′ O / 62.367°S,38.683°O.
Va fer escala a Nuku Hiva (illes Marqueses) i a Mangareva (illes Gambier). Informat de l'afer Laval i Caret va decidir anar a Tahití a demanar reparacions a la reina Pomaré, però ja hi havia arribat abans Dupetit Thouard.
Després d'explorar les illes Carolines i les illes d'Indonèsia, va tornar a l'Antàrtida des de Tasmània. Prop del pol Sud magnètic va descobrir la Terra Adèlia, nom de la seva dona, avui a les Terres Australs i Antàrtiques Franceses.
A la seva tornada va ser ascendit a contraalmirall. Estava dedicat a publicar el seu Voyage au pôle Sud et dans l'Océanie quan va morir, junt amb la seva dona i el fill, en el que es considera la primera catàstrofe ferroviària francesa, el 8 de maig de 1842 a Meudon.

### Ruta del viatge
- Toló, 7 de setembre del 1837.
- Tenerife, del 30 de setembre al 7 d'octubre.
- Rio de Janeiro, 13 de novembre.
- Estret de Magallanes, 15 de desembre al 8 de gener del 1838.
- L'Antàrtida:
  - Noves Shetland del Sud, Terra de Lluís Felip, Terra de Joinville.
  - Queda encallat al gel entre el 5 i el 9 de febrer.
- Xile
  - Badia de Concepción, del 6 d'abril al 23 de maig.
  - Valparaíso, del 24 al 29 de maig.
- Polinèsia Francesa
  - Île Manga-Reva (Mangareva), de l'1 al 15 d'agost
  - Île Nouka-Hiva (Nuku Hiva), 26 d'agost
  - Île Taiti (Tahití), 9 de setembre
- Samoa: Upolu, 16 de setembre
- Tonga: Vava'u, 6 d'octubre
- Fiji.
- Salomó: Santa Isabel, 18 de novembre.
- Illes Carolines (Estats Federats de Micronèsia), 22 de desembre.
- Guam, 1 de gener del 1839.
- Moluques: Ambon,
- Austràlia, Singapur, Borneo
- Antàrtida: Terra d'Adèlia, de l'1 al 30 de gener del 1840.
- Nova Zelanda
- Illa de Timor
- Île Bourbon (illa de la Reunió)
- Toló, 7 de novembre.

## Memorial
En honor seu s'ha anomenat:
- El mar d'Urville, a l'Antàrtida.
- D'Urville Island, és una de les illes Joinville a l'Antàrtida, i una illa litoral de Nova Zelanda.
- Cape d'Urville, a la part d'Indonèsia de Nova Guinea.
- Rue Dumont d'Urville, és un carrer de París prop dels Camps Elisis.